# スピネーア
スピネーア（伊: Spinea）は、イタリア共和国ヴェネト州ヴェネツィア県にある、人口約28,000人の基礎自治体（コムーネ）。

## 地理

### 位置・広がり

#### 隣接コムーネ
隣接するコムーネは以下の通り。
- マルテッラーゴ
- ミーラ
- ミラーノ
- ヴェネツィア

### 気候分類・地震分類
気候分類では、zona E, 2541 GGに分類される。
また、イタリアの地震リスク階級 (it) では、zona 3 (sismicità bassa) に分類される。

## 行政

### 分離集落
スピネーアには、以下の分離集落（フラツィオーネ）がある。
- Crea, Fornase, Orgnano, Rossignago

## 姉妹都市
- ヴェーロリ、イタリア 2008年